# Нью-Йоркский полумарафон
Нью-Йоркский полумарафон — ежегодный полумарафон проходящий в марте в Нью-Йорке, США. Дистанция пробега проходит по центральным улицам города.
По состоянию на 2013 год для победителей и призёров предусмотрены следующие денежные призы:
- 1-е место — $ 20000
- 2-е место — $ 10000
- 3-е место — $ 5500

В 2013 году на старт вышел Бернард Лагат — это был его дебютом на полумарафонской дистанции. В итоге он занял 12-е место с результатом 1:02.33.

## Победители
| № Пробега | Год  | Дата       | Победитель у мужчин       | Время (ч:м:с) | Победитель у женщин  | Время (ч:м:с) |
| --------- | ---- | ---------- | ------------------------- | ------------- | -------------------- | ------------- |
| 1-й       | 2006 | 27 августа | Том Нярики (KEN)          | 1:01:22       | Катрин Ндереба (KEN) | 1:09:43       |
| 2-й       | 2007 | 5 августа  | Хайле Гебреселассие (ETH) | 59:24         | Хильда Кибет (NED)   | 1:10:32       |
| 3-й       | 2008 | 27 июля    | Тадесе Тола (ETH)         | 1:00:58       | Катрин Ндереба (KEN) | 1:10:19       |
| 4-й       | 2009 | 16 августа | Тадесе Тола (ETH)         | 1:01:06       | Пола Рэдклифф (GBR)  | 1:09:45       |
| 5-й       | 2010 | 21 марта   | Питер Камаис (KEN)        | 59.52         | Мара Ямаучи (GBR)    | 1:09.17       |
| 6-й       | 2011 | 20 марта   | Мохаммед Фарах (GBR)      | 1:00.23       | Каролина Ротич (KEN) | 1:08:52       |
| 7-й       | 2012 | 18 марта   | Питер Кируи (KEN)         | 59.39         | Файрхивот Дадо (ETH) | 1:08.35       |
| 8-й       | 2013 | 17 марта   | Уилсон Кипсанг (KEN)      | 1:01.02       | Каролина Ротич (KEN) | 1:09.09       |
| 9-й       | 2014 | 16 марта   | Джеффри Мутаи (KEN)       | 1:00.50       | Салли Кипьего (KEN)  | 1:08.31       |
| 10-й      | 2015 | 15 марта   | Леонард Корир (KEN)       | 1:01.06       | Молли Хаддл (USA)    | 1:08.31       |